# Pyrgomorphellula curtula
Pyrgomorphellula curtula is een rechtvleugelig insect uit de familie Pyrgomorphidae. De wetenschappelijke naam van deze soort is voor het eerst geldig gepubliceerd in 1952 door Uvarov.